# Priksleeën op de Paralympische Winterspelen
Priksleeën stond vijf keer op het programma van de Paralympische Spelen. De eerste keer was op de Paralympische Winterspelen 1980 in Geilo, de laatste  keer op de  Paralympische Winterspelen 1998 in Nagano. In 1992 ontbrak het priksleeën op de Paralympische Winterspelen. 
Priksleeën was de paralympische tegenhanger van het langebaan schaatsen. Het priksleeën op de paralymics werd eigenlijk altijd gedomineerd door de Noren. Priksleeën is een sport voor sporters met een lichamelijke handicap aan de benen. 
In Nederland wordt de sport nog altijd actief beoefend door sporters met en zonder handicap.

## Kwalificatie
De sporters konden zich voor de paralympics kwalificeren door aan het tijdslimiet dat gesteld was door het Internationale Paralympische Comité te voldoen.
Daarnaast moesten de sporters dan ook nog voldoen aan de tijdslimiet gesteld door het Nationale Paralympische Comité. Een tijd die vaak scherper was dan de tijd van het Internationale Comité.

## Classificatie
De sleeërs werden in klassen ingedeeld op basis van hun type en mate van hun beperking. Dit classificatiesysteem maakt het mogelijk dat sporters met eenzelfde mate van functioneren, met elkaar kunnen strijden.
- In 1980 werden de klassen aangegeven met een Romeins cijfer.
- In 1984 werden de klassen aangegeven met Gr gevolgd door een Romeins cijfer.
- van 1988 tot 1998 werden de verschillende klassen aangegeven met Letters en cijfers.

LW10 en LW11 stond voor de klassen van sleeërs met beperkingen aan de benen.

## Disciplines/afstanden
Per afstand werden in één of meerdere klassen om de medailles gestreden (zie hiervoor de jaarartikelen).
| Editie | m/v     | Afstanden | Afstanden | Afstanden | Afstanden | Afstanden | Afstanden |
| ------ | ------- | --------- | --------- | --------- | --------- | --------- | --------- |
| 1980   | mannen  | 100 m     | 500 m     | 1500 m    |           |           |           |
| 1980   | vrouwen | 100 m     | 500 m     | 800 m     |           |           |           |
| 1984   | mannen  | 100 m     | 300 m     | 500 m     | 1000 m    | 1500 m    |           |
| 1984   | vrouwen | 100 m     | 300 m     | 500 m     | 700 m     | 800 m     |           |
| 1988   | mannen  | 100 m     | 300 m     | 500 m     | 700 m     | 1000 m    | 1500 m    |
| 1988   | vrouwen | 100 m     | 500 m     | 700 m     | 1000 m    |           |           |
| 1994   | mannen  | 100 m     | 500 m     | 1000 m    | 1500 m    |           |           |
| 1994   | vrouwen | 100 m     | 500 m     | 700 m     | 1000 m    |           |           |
| 1998   | mannen  | 100 m     | 500 m     | 1000 m    | 1500 m    |           |           |
| 1998   | vrouwen | 100 m     | 500 m     | 1000 m    | 1500 m    |           |           |

1980 · 1984 · 1988 · 1994 · 1998
Alpineskiën · Biatlon · Langlaufen · Priksleeën · Rolstoelcurling · Sledgehockey · Snowboarden